# Філармонічний оркестр Нідерландського радіо
Філармонічний оркестр Нідерландського радіо (нід. Radio Filharmonisch Orkest Holland) — симфонічний оркестр та радіоансамбль, що діє в Нідерландах з 1945 року і базується в Хілверсумі. Перший концерт відбувся 7 жовтня 1945 року.

## Головні диригенти
- Алберт ван Ралте (1945—1949)
- Пауль ван Кемпен (1949—1955)
- Бернард Хайтінк (1957—1961)
- Жан Фурне (1961—1978)
- Серджіу Комісійна (1982—1989)
- Едо де Ваарт (1989—2004)
- Яп ван зведена (з 2005 р.)